# Henri Dupuy de Lôme
Henri Dupuy de Lôme (Ploemeur, 15 ottobre 1816 – Parigi, 1º febbraio 1885) è stato un ingegnere navale e politico francese.

## Biografia
Figlio di un ufficiale di Marina, nacque a Ploemeur vicino Lorient, in Bretagna. Studiò al École Polytechnique e la sua attività si concentra prevalentemente tra il 1840 e il 1870.
Dopo aver completato gli studi universitari si recò in Inghilterra intorno al 1842 per approfondire le proprie conoscenze riguardo alla progettazione e alla costruzione delle navi corazzate. Frutto dell'esperienza inglese fu un trattato, che venne successivamente pubblicato con il titolo di Mémoire sur la construction des Bâtiments en Fer nel 1844.
A lui si devono molte invenzioni nel campo della ingegneria navale: la prima nave di linea a vapore del mondo, la Napoleone, varata nel 1850, la prima nave corazzata, La Gloire del 1860, e la costruzione del primo sottomarino pienamente operativo, il Gymnote.
Durante la guerra franco-prussiana del 1870, contribuì alla costruzione di mongolfiere durante l'assedio di Parigi.
Tre navi della Marine nationale han portato il nome di Henri Dupuy de Lôme, la prima fu l'incrociatore corazzato Dupuy de Lôme (1890-1910), la seconda il sommergibile d'alto mare Dupuy de Lôme (1916-1935) e la terza la nave spia Dupuy de Lôme (A 759).